# Časopis za suvremenu povijest
Časopis za suvremenu povijest (с хорв. — «Журнал современной истории», сокр. — ČSP) — научно-исторический журнал на хорватском языке, издающийся с 1969 года Хорватским институтом истории и содержащий в себе более 1000 статей на тему новой и новейшей истории. Более чем за полвека выхода в тираж, журнал заслужил статус одного из важнейших и уважаемых научных журналов Хорватии.

## История
25 сентября 1961 года постановлением правительства Социалистической республики Хорватия был создан Институт истории хорватского рабочего движения (IHRPH), перед которым была поставлена задача комплексного исследования истории Хорватии от средневековья до новейшего времени. Спустя два года на одном из симпозиумов, проведённого этим институтом было принято решение о начале издания журнала о истории нового и новейшего времени под названием «Putevima revolucije» (с хорв. — «Пути революции»). В том же году был выпущен первый номер «Путей революции», представлявший собой скорее неупорядоченный сборник статей, чем регулярно издающийся журнал, придерживающийся стандартов, предъявляемых к научным изданиям. После экономической реформы 1965 года Институт столкнулся с серьёзными финансовыми трудностями, из-за чего его руководству пришлось отказаться от какой-либо исследовательской деятельности и направить все оставшиеся деньги на сохранение жизни журнала. Однако в 1969 году его выпуск всё-таки был приостановлен, в пользу замены его новым, более стандартизированным и структурированным журналом под названием «Časopis za suvremenu povijest» (сокращённо — ČSP). От своего предшественника новый журнал отличался во-первых формой изложения; во-вторых строгими историческими рамками для предмета той или иной статьи, имевшей право появления на страницах ČSP, соответствующими периоду с 1867 по 1945 год и в-третьих регулярностью своего выхода в печать, что сделало новый журнал единственным на тот момент регулярным научно-историческим изданием в Хорватии.
Первый редакторский состав ČSP, состоявший из трёх сотрудников IHRPH: Ивана Йелича (главный и ответственный редактор), Дужана Биланджича и Мирославы Деспот и двух членов Югославской академии наук: Мирьяны Гросс и Богдана Кризмана, при обсуждении формата для нового издания пришёл к выводу о том, что каждый номер журнала должен быть разделён на три блока: «Национальная история», статьи в котором основным образом должны были освещать историю Хорватии, «Историография», где поднимались бы не только сами теоретические вопросы историографии, но и вопросы, связанные со сторонними книгами, статьями и архивными данными на эту тему и «Социалистическая тема», освещавшего бы историю левого, профсоюзного и революционного движений. Наличие в каждом номере статей, относящихся к истории социализма, являлось не желанием авторов или редакторов, а приказом, отданным социалистическим правительством.
На первых порах подавляющее большинство статей в журнале составляли тексты именно из блока на социалистическую тематику. Авторы статей на темы из смежных дисциплин, вроде истории экономики, были вынуждены давать читателю лишь общие, вводные и идеологически окрашенные сведения, намеренно избегая рассуждений на темы экономического положения югославского населения и социалистической экономики в целом. Со временем идеологическое давление на редакцию, в силу изменения политической обстановки в Югославии, стало ослабевать и к концу 1980-х годов количество статей на социалистическую тематику перестало превалировать над остальными текстами в журнале, а с 1990-х и вовсе стало равняться нулю. Несмотря на наличие идеологической повестки на начальных этапах развития журнала, ČSP, благодаря многолетней научной работе, проведённой сотрудниками IHRPH (ныне — Хорватский институт истории) над более чем 1000 статьями, смог добиться статуса самого важного исторического издания в Хорватии и статуса одного из наиболее уважаемых хорватских научных журналов.